# Hart's Location
Hart's Location är en kommun (town) i Carroll County i delstaten New Hampshire, USA med 41 invånare (2010).
Sedan 1948 har kommunen varit den första som informerat som resultaten i USA:s presidentval och New Hampshires primärval.